# پاتریک مورفی
پاتریک مورفی (به انگلیسی: Patrick Murphy) نمایندهٔ حوزه انتخابیه هجدهم فلوریدا از حزب دموکرات ایالات متحده آمریکا در مجلس نمایندگان ایالات متحده آمریکا است که برای نخستین‌بار در ۶ ژانویه ۲۰۱۳ میلادی به‌عضویت این مجلس درآمد.